# Heinz Klandt
Heinz Klandt (* 6. Juli 1947 in Köln) war 1998 bis 2015 Inhaber des ersten deutschen Lehrstuhls für Entrepreneurship an der EBS Universität für Wirtschaft und Recht, finanziert durch die Deutsche Ausgleichsbank (DtA) bzw. der Kreditanstalt für Wiederaufbau (KFW) auf Initiative des Bundesministeriums für Wirtschaft und Technologie.

## Leben
Klandt ist seit 1990 geschäftsführender Direktor des betriebswirtschaftlichen Instituts für empirische Gründungs- und Organisationsforschung (bifego) und seit 1992 (Ehren-)Präsident des Förderkreises Gründungs-Forschung – Entrepreneurship Research (FGF). Zudem leitete Klandt die Internationalizing-Entrepreneurship-Education-and-Training-Konferenz (IntEnt, 1992 bis 2011) und initiierte 1997 die G-Forum-Konferenzreihe des FGF.
Klandt studierte Betriebswirtschaftslehre in Köln, wo er 1974 sein Diplom ablegte. Nach Tätigkeit in der Wirtschaft wurde er Forschungsassistent am Institut für Mittelstandsforschung in Köln-Bonn, am BIFOA und am Planungsseminar der Universität zu Köln. Anschließend machte er sich als Unternehmensberater und Trainer selbständig.
1984 wurde er an der Universität zu Köln mit der Dissertation Aktivität und Erfolg des Unternehmensgründers zum Doktor der Wirtschafts- und Sozialwissenschaften  summa cum laude promoviert und war dort 1985–1990 als Lehrbeauftragter tätig. 1988 gründete Klandt die START Forschungs- und Beratungsgesellschaft mbH in Dortmund und 2000 zusammen mit Peter Rasenberger die ebscubator GmbH in Oestrich-Winkel. Im Rahmen eines DFG-Projektes (1986–1988) entwickelte er das computerbasierte Gründungsplanspiel „EVa“.
Von 1990 bis 1998 war er Professor im Fachgebiet Empirische Wirtschafts- und Sozialforschung an der WiSo-Fakultät der (Technischen) Universität Dortmund.